# Список умерших в 1256 году

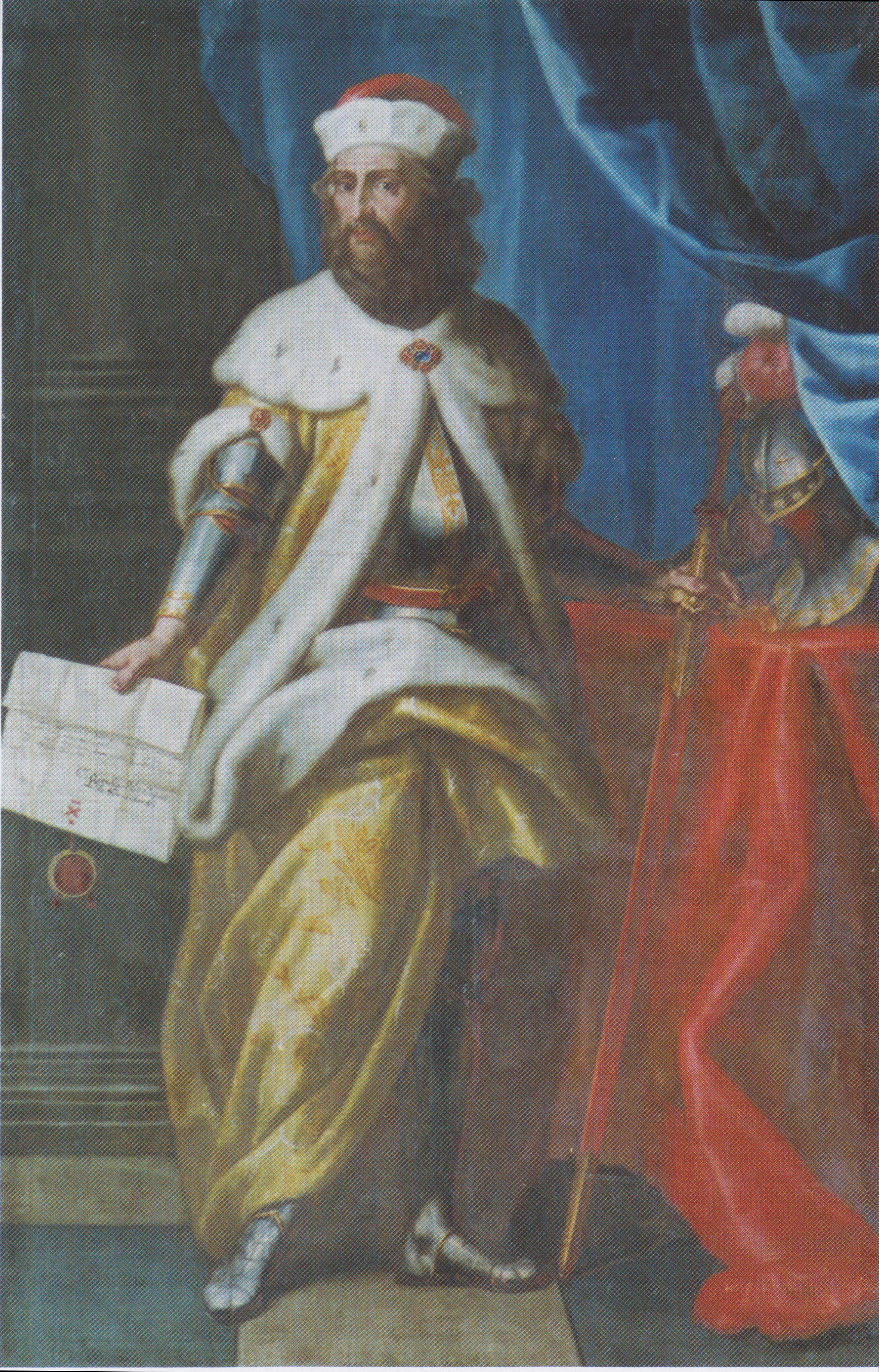
Бернард

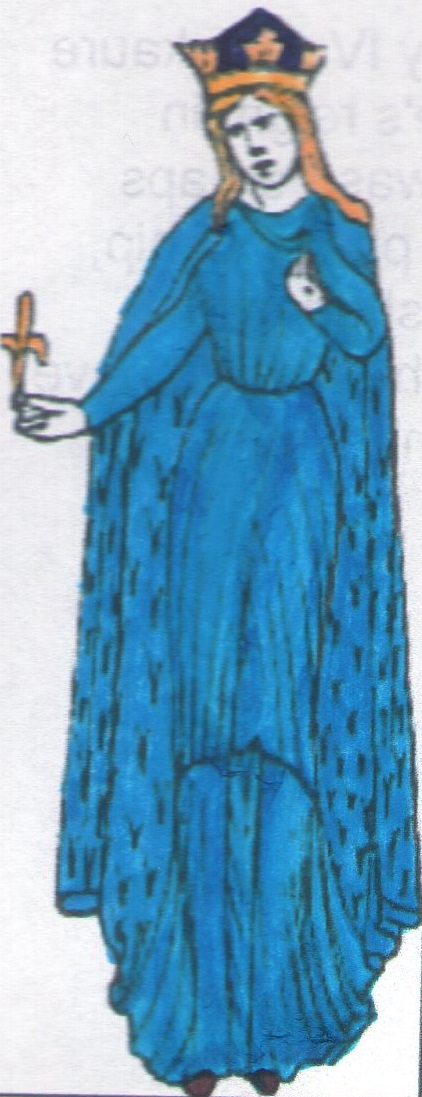
Маргарита де Бурбон

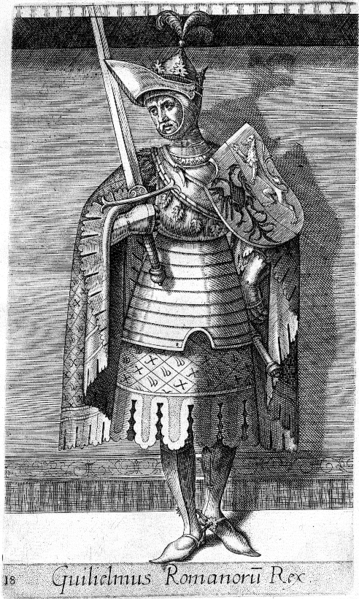
Вильгельм (Виллем) II

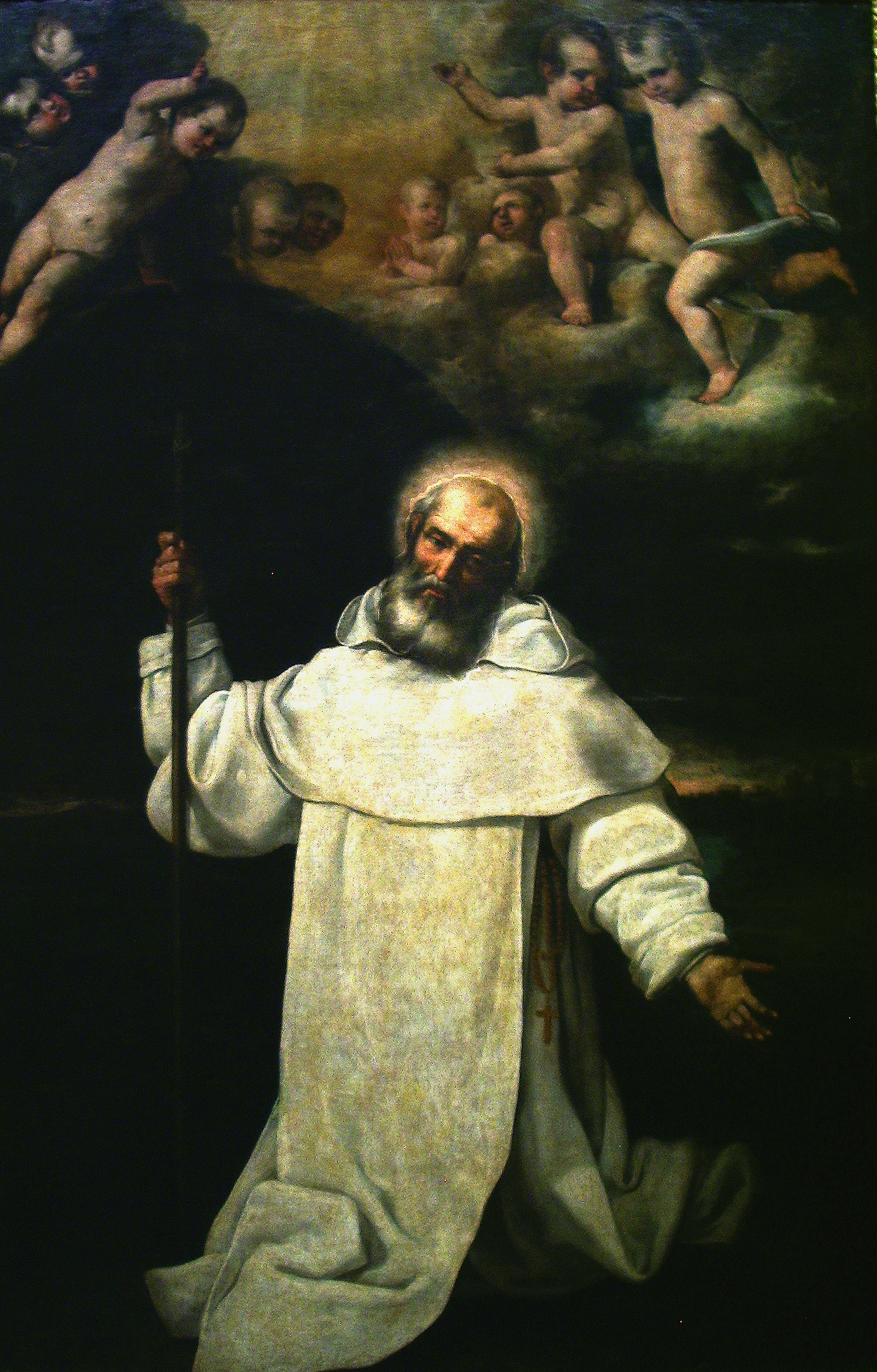
Пётр Ноласко

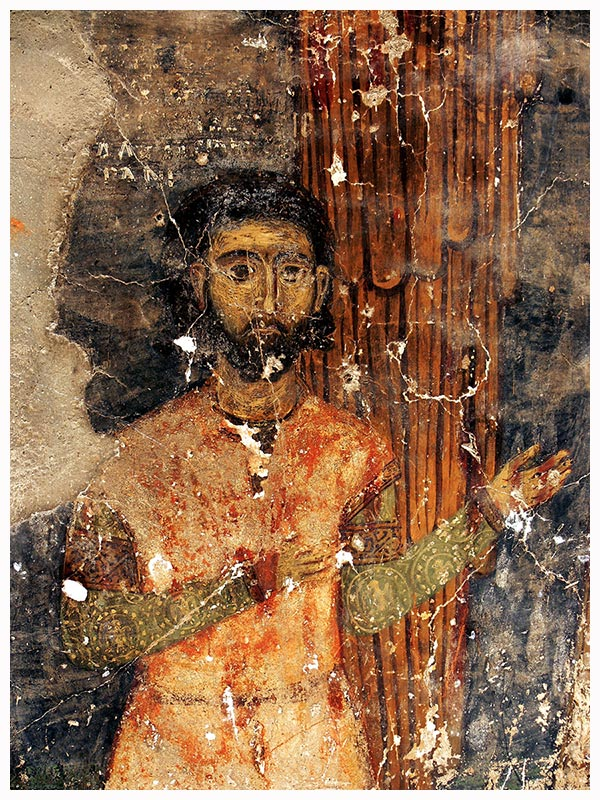
Михаил I Асень

В этой статье представлен список известных людей, умерших в 1256 году.
См. также: Категория:Умершие в 1256 году

## Январь
- 4 января — Бернард — герцог Каринтии (1201—1256)
- 18 января — Мария Брабантская — герцогиня-консорт Баварии (1254—1256), жена Людвига II Строгого (1254—1256), казнена по обвинению в супружеской измене.
- 20 января — Вишье, Рено де — Великий магистр ордена тамплиеров (1250—1256)
- 28 января — Вильгельм (Виллем) II — граф Голландии и Зеландии (1234—1256), король Германии (антикороль) (1247—1256). Убит фризами
- Уильям де Йорк[англ.] — епископ Солсбери (1246—1256)

## Февраль
- 9 февраля — Алиса де Лузиньян[англ.] — графиня-консорт Суррей (1247—1256), жена Джона де Варенна, 6-го графа Суррей.

## Март
- 24 марта — Рауль III де Фужер, последний сеньор Фужера (с 1212).

## Апрель
- 12 апреля — Маргарита де Бурбон — королева-консорт Наварры и графиня-консорт Шампани (1234—1253), жена Тибо IV, регент королевства Наварра (1253—1256).

## Май
- 1 мая:
  - Мафалда Португальская (59) — королева-консорт Кастилии (1215—1216), жена Энрике I, позднее монахиня, святая римско-католической церкви;
  - Фиески, Гильермо — кардинал-дьякон Сант-Эустакьо (1244—1256).
- 12 мая — Матильда де Амбуаз[англ.] — графиня Шартра

## Июнь
- 13 июня — Танкэй — японский скульптор

## Сентябрь
- 1 сентября — Фудзивара-но Ёрицунэ (38) — сёгун Камакурского сёгуната (1226—1244).
- 21 сентября — Уильям де Килкенни[англ.] — лорд-канцлер Англии (1250—1255), епископ Или (1254—1256)
- Онанья Феофилатович — Новгородский посадник (ок 1243—1255)

## Октябрь
- 14 октября:
  - Томас Випонт[англ.] — епископ Карлайла (1254—1256);
  - Фудзивара-но Ёрицугу (16) — сёгун Камакурского сёгуната (1244—1252).

## Декабрь
- 11 декабря — Эмери IX — виконт Туара (1246—1256)
- 25 декабря — Пётр Ноласко — основатель ордена мерседариев, святой римско-католической церкви.

## Дата неизвестна или требует уточнения
- Арно Одон — граф д’Арманьяк (1243—1245) (Jure uxoris) (1243—1245), регент д’Арманьяк (1245—1255)
- Гилбрайд[англ.] — граф Оркни (1239—1256)
- Яков Антоли — переводчик с арабского языка на иврит, в том числе текстов Ибн Рушда.
- Герман I фон Ортенбург, граф Ортенбурга (в Каринтии).
- Манфредо делла Скала, епископ Вероны (1252—1955).
- Джованни Торкиторио V — юдекс Кальяри (1250—1246).
- Коломан II Асень — царь Болгарии (1256), убит.
- Маскароза II д’Арманьяк — графиня д’Арманьяк и де Фезансак (1245—1256)
- Михаил I Асень — царь Болгарии (1246—1256), убит.
- Михалко Степанич (младший) — Новгородский посадник (1255—1256), убит
- Наджм аль-Дин Рази[англ.] — иранский писатель
- Нейл[англ.] — граф Каррика (1250—1256)
- Питер де Рамсей[англ.] — епископ Абердина (1247–1256)
- Реджинальд де Болонья[англ.] — архиепископ Армы (1247—1246), примас Ирландии.
- Родриго Гонсалес Хирон, кастильский магнат из Паленсии, королевский майордом (1238—1246, 1248—1252).
- Роже III де Комменж-Кузеран, виконт Кузерана, граф Пальярс Собира (как Роже II) (с 1240).
- Рукн ад-Дин Хуршах, 27-й исмаилитский имам (1255—1256).
- Иоанн Сакробоско — средневековый математик и астроном.
- Сартак — правитель Улуса Джучи (1256)
- Сибт ибн аль-Джаузи — исламский богослов и историк.
- Симон III де Бошан, английский рыцарь, сын и наследник Уильяма I де Бошана из Бедфорда.
- Фланн Мак Флаинн[англ.] — архиепископ Туама (1250—1256)
- Фридрих Антиохийский — граф ди Альба, Челано и Лорето, имперский викарий в марке Анкона и герцогстве Сполето в 1244 году, в Тоскане в 1246 —1250 гг. , Подеста Флоренции (1246—1250)